# Elektropositivitet
I kemi är elektropositivitet ett mått på hur benäget ett grundämne är att avge valenselektroner. Alkalimetallerna är de mest elektropositiva grundämnena.